# Amiota cerata
Amiota cerata este o specie de muște din genul Amiota, familia Drosophilidae, descrisă de Chen și Masanori Joseph Toda în anul 2007. Conform Catalogue of Life specia Amiota cerata nu are subspecii cunoscute.